# Frittola
La frittola (en sicilien : frittula) est une spécialité culinaire italienne typique de la cuisine sicilienne à base de veau lyophilisé frit, de la ville de Palerme.
Ce plat ne doit pas être confondu avec la frittole de cochon, qui est une spécialité culinaire de Reggio de Calabre et de sa province.

## Caractéristiques
La frittola est un plat populaire « de rue » à Palerme. La matière première de la frittola est le résultat de la transformation de déchets de viande de veau, qui sont récupérés par un processus mécanique permettant de décoller des os de petits morceaux de viande, gras et petits cartilages. Les os sont réduits en poudre et destinés à un usage industriel (colle), tandis que les petits morceaux récupérés sont bouillis à haute température dans de grands silos. Après la cuisson, le produit est pressé afin d'éliminer l'humidité et conditionné en balles. Ce traitement de semi lyophilisation permet de conserver la frittola de nombreuses années.
Il frittularu fait « revenir » la frittola en la faisant frire avec du saindoux et en la déposant très chaude dans un grand panier (panaru) couvert d'un chiffon où sont ajoutés du laurier, du safran, du poivre et du jus de citron. La frittola est servie en prenant la portion « à la main » sous le chiffon et en la déposant sur une feuille de papier huilé, (confection « de promenade » (coppo), dans un panino souple ou encore dans une focaccia).
La frittola était autrefois transportée par des ânes, mais elle est désormais vendue par camion. Un auteur décrit le plat comme « de la graisse et du cartilage frits à l'huile ». Un livre de 1869 fait état de frittola à Venise, bien que cela fasse très probablement référence à une pâte frite sucrée ou salée plutôt qu'à la version carnée de Palerme.